# Mina (Nevada)
Mina es un lugar designado por el censo en el condado de Mineral en el estado estadounidense de Nevada.

## Geografía
Mina se encuentra ubicado en las coordenadas 38°23′26″N 118°6′31″O / 38.39056, -118.10861.